# اندرو دبلیو مارلو
اندرو دبلیو مارلو (انگلیسی: Andrew W. Marlowe) فیلم‌نامه‌نویس، تهیه‌کننده و شورانر اهل ایالات متحده آمریکا است.

## فیلم‌شناسی
- ایر فورس وان (۱۹۹۷)
- پایان دوران (۱۹۹۹)
- مرد توخالی (۲۰۰۰)
- کسل (۲۰۰۹ الی ۲۰۱۶)
- تیک تو (۲۰۱۸)
- برابرساز (۲۰۲۱)